# The Battle (pel·lícula de 1911)
The Battle és un curtmetratge mut de la Biograph dirigit per D. W. Griffith i protagonitzat per Charles West i Blanche Sweet. La pel·lícula, que demostra la mestria que ja tenia el director en el maneig de grans masses de gent i escenes de combat, es va estrenar el 6 de novembre de 1911.

## Argument
Els soldats de la Unió marxen cap a la batalla després d'un ball de celebració i un entusiàstic comiat. Després que la batalla es giri contra l'Exèrcit de la Unió, un soldat fuig i es refugia justament a casa de la seva estimada. Avergonyit de la seva covardia, troba el coratge suficient per creuar les línies enemigues i ajudar els seus camarades que han quedat atrapats.

## Repartiment
- Charles West (el noi)
- Blanche Sweet (la seva enamorada)
- Charles Hill Mailes (el comandant de la Unió)
- Robert Harron (soldat de la Unió)
- Donald Crisp (soldat de la Unió)
- Spottiswoode Aitken
- Edwin August (oficial de la Unió)
- Lionel Barrymore (conductor de vagó)
- Kate Bruce (a la ciutat)
- William J. Butler (oficial de la Unió/ a la despedida)
- W. Christy Cabanne (sodat de la Unió)
- Edna Foster (al ball)
- Joseph Graybill (oficial de la Unió)
- Guy Hedlund (soldat de la Unió)
- Dell Henderson (oficial de la Unió)
- Harry Hyde (soldat de la Unió)
- J. Jiquel Lanoe (oficial de la Unió)
- W. Chrystie Miller (al ball)
- Alfred Paget (oficial confederat)
- W. C. Robinson (soldat de la Unió)
- Kate Toncray (al ball/ a la despedida)